# 金寶善
金寶善（1893年4月23日—1984年11月11日），字楚珍（楚貞），男，浙江绍兴人，中国公共衛生學專家，中華醫學會前會長，曾任衛生部部長兼行政院政務委員。

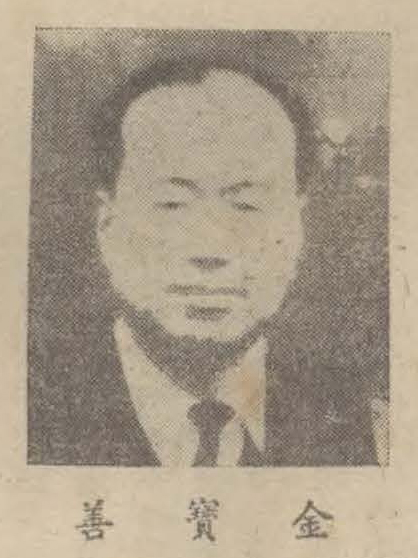

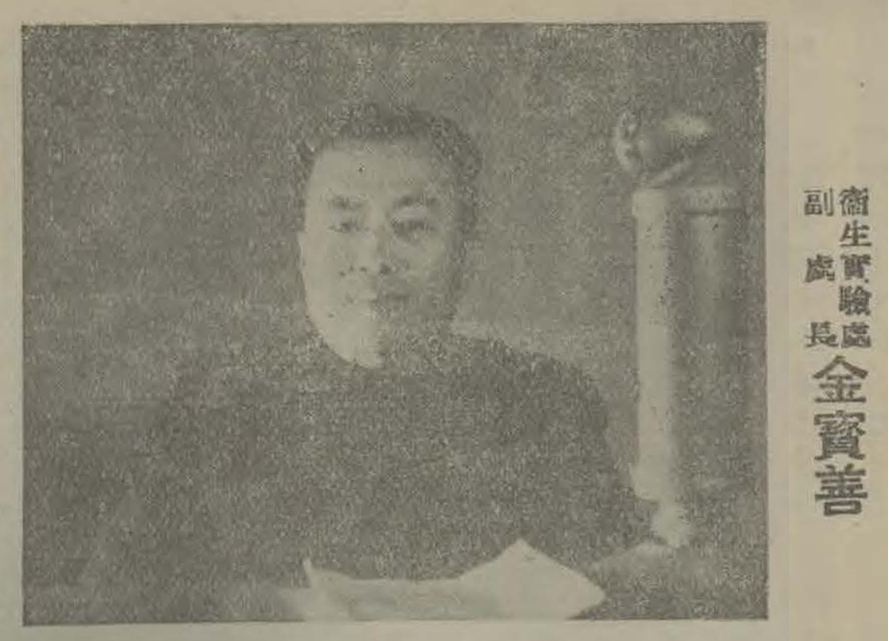

## 生平
金宝善是浙江省绍兴县道墟鎮人。幼年先後就讀於紹興府學堂、南京水師學堂、杭州醫科專門學校，1911年赴日本千葉医学専門学校學習，攻內科。後人東京帝國大學傳染病研究所研究傳染病及生物製品。1919年回國，在北京中央防疫處任技師，同年在北京醫學專門學校任教。後赴美國约翰斯·霍普金斯大学公共衛生學院進修，獲碩士學位。1922年10月13日，派充中央防疫處技師。
1927年回國，任杭州市衛生局局長，衛生部保健司司長、中央衛生院實驗處副處長。1928年3月20日，派任內務部中央衛生會委員。1928年11月27日，任國民政府衛生部保健司司長。1931年5月30日，任內政部衛生署技正。1935年11月20日，任行政院衛生署技正。1938年6月4日，任內政部衛生署副署長。1940年6月20日，任衞生署署長。
1940年12月2日，派二十九年高等考試初試典試委員。1941年8月12日，派三十年高等考試初試典試委員。1941年11月26日，派二十九年高等考試再試典試委員。1942年8月14日，派三十一年第二次高等考試初試典試委員。1943年8月9日，派三十一年第二次高等考試再試典試委員。1943年8月9日，派三十一年第二次普通考試再試典試委員。1943年9月29日，特派三十二年高等考試醫事人員考試典試委員長。
抗日戰爭勝利後，任衛生部政務次長。1946年10月30日，派中華民國出席世界衛生組織過度委員會代表。1947年4月23日，呈請辭職衛生署署長。1947年4月30日，任衛生部政務次長。1947年辭職，赴上海醫學院任教。1948年6月5日，派中華民國出席世界衛生大會代表團首席代表。1948年6月12日，任衛生部政務次長。1948年9月16日，呈請辭職衛生部政務次長。1949年1月18日，特任衛生部部長兼行政院政務委員。1949年3月21日，呈請辭職行政院政務委員兼衛生部部長。1948年任聯合國善後救濟總署兒童急救基金會醫務總顧問，1949年任衛生部部長兼行政院政務委員。
1950年後歷任衛生部技術室主任、參事室主任，北京醫學院衛生系教授、系主任、名譽系主任。

## 军衔
- 1922年12月26日，加銜陸軍三等軍需正[23]
- 1923年5月3日，授陸軍三等軍需正[24]

## 社会兼职
曾任中國紅十字會常務理事，中華醫學會常務理事，《衛生雜誌》總編輯，第二、五屆全國政協委員。

## 家庭
女儿金蕴华。

## 轶事
魯迅小說的《辮子的風波》中提到剪辮子學生，原型是金寶善。